# Pseudochromis viridis
Pseudochromis viridis is een straalvinnige vissensoort uit de familie van dwergzeebaarzen (Pseudochromidae). De wetenschappelijke naam van de soort is voor het eerst geldig gepubliceerd in 1996 door Gill & Allen.